# 土曜ぴーぷる
『土曜ぴーぷる』（どようぴーぷる）は、1997年4月5日から1998年3月28日までフジテレビ系列で生放送されていた、関西テレビ制作の朝の情報番組である。放送時間は毎週土曜 8:30 - 9:55（JST）。

## 概要
『モーニングショー・土曜大好き!830』の後継番組で、同番組から引き続き板東英二と桑原征平が司会を務めていた。1997年10月のリニューアルでは、さらにリサ・ステッグマイヤーと野々村真がレギュラーに参入した。リサたちは、かつて存在していた番組公式サイトでは「新司会」として紹介されていた。
番組は、野々村が日常生活での様々な疑問について解説する「今週の真」、対決方式で視聴者に様々な情報を伝える「情報対決!まかせてチョイス」、ゲストとのトークコーナー、料理を作ってゲストにふるまうコーナーなどによって構成されていた。
番組はその後、1998年春の改編を機に終了。同じく板東と桑原が司会を務めていた『土曜大好き!830』を含め、11年間の歴史に幕を閉じた。番組の終了後、替わって上沼恵美子司会のトークバラエティ番組『いつでも笑みを!』がスタートした。

## 出演者

### 司会
- 板東英二
- 桑原征平（当時関西テレビアナウンサー）

### 進行
- 久保恵子 - 前期の出演者。

### その他のレギュラー
- リサ・ステッグマイヤー - 1997年10月から出演。
- 野々村真 - 1997年10月から出演。
- 大谷昭宏
- 三枝成彰
- 廻戸俊雄

## ネット局
| 放送対象地域  | 放送局             | 系列                                         | 備考                  |
| ------------- | ------------------ | -------------------------------------------- | --------------------- |
| 近畿広域圏    | 関西テレビ         | フジテレビ系列                               | 制作局                |
| 関東広域圏    | フジテレビ         | フジテレビ系列                               |                       |
| 北海道        | 北海道文化放送     | フジテレビ系列                               |                       |
| 岩手県        | 岩手めんこいテレビ | フジテレビ系列                               |                       |
| 宮城県        | 仙台放送           | フジテレビ系列                               |                       |
| 秋田県        | 秋田テレビ         | フジテレビ系列                               |                       |
| 山形県        | さくらんぼテレビ   | フジテレビ系列                               | [ 注釈 1 ]            |
| 福島県        | 福島テレビ         | フジテレビ系列                               |                       |
| 新潟県        | 新潟総合テレビ     | フジテレビ系列                               | 現・NST新潟総合テレビ |
| 長野県        | 長野放送           | フジテレビ系列                               |                       |
| 静岡県        | テレビ静岡         | フジテレビ系列                               |                       |
| 富山県        | 富山テレビ         | フジテレビ系列                               |                       |
| 石川県        | 石川テレビ         | フジテレビ系列                               |                       |
| 福井県        | 福井テレビ         | フジテレビ系列                               |                       |
| 中京広域圏    | 東海テレビ         | フジテレビ系列                               |                       |
| 島根県 鳥取県 | 山陰中央テレビ     | フジテレビ系列                               |                       |
| 広島県        | テレビ新広島       | フジテレビ系列                               |                       |
| 岡山県 香川県 | 岡山放送           | フジテレビ系列                               |                       |
| 愛媛県        | 愛媛放送           | フジテレビ系列                               | 現・テレビ愛媛        |
| 高知県        | 高知さんさんテレビ | フジテレビ系列                               |                       |
| 福岡県        | テレビ西日本       | フジテレビ系列                               |                       |
| 佐賀県        | サガテレビ         | フジテレビ系列                               |                       |
| 長崎県        | テレビ長崎         | フジテレビ系列                               |                       |
| 熊本県        | テレビ熊本         | フジテレビ系列                               |                       |
| 大分県        | テレビ大分         | 日本テレビ系列 フジテレビ系列                |                       |
| 宮崎県        | テレビ宮崎         | フジテレビ系列 日本テレビ系列 テレビ朝日系列 |                       |
| 鹿児島県      | 鹿児島テレビ       | フジテレビ系列                               |                       |
| 沖縄県        | 沖縄テレビ         | フジテレビ系列                               |                       |

## 備考
この番組のスポンサーを務めていた健康保険組合連合会は、元々は『健保連のすこやかさん』のスポンサーだった。1997年3月末に同番組が終了した後、本番組放送開始の1997年4月から『いつでも笑みを!』放送期間中の2000年3月末まで関西テレビ土曜朝の番組のスポンサーを務めた。2000年4月からは読売テレビの『ウェークアップ!』を提供するようになり、その後継番組である『ウェークアップ!ぷらす』のスポンサーを2012年3月末まで務めた。